# Султанат Аудхали
Аудхали — султанат, существовавший в южной части Аравийского полуострова до середины XX века.

## История
В 1890 году султан Аудхали подписал с Великобританией договор о протекторате и вошёл в состав протектората Аден.
В 1959 году султанат стал одним из государств-основателей Федерации Арабских Эмиратов Юга, трансформированной в 1962 году в Федерацию Южной Аравии. В 1967 году последний султан Аудхали был лишён власти, а территория султаната вошла в состав государства Народная Республика Южного Йемена.